# سالر
سالر (به لاتین: Saler، هم‌اکنون ینی گویچه) یک منطقه مسکونی سابق در جمهوری آذربایجان است که در شهرستان شمکور واقع شده است.